# Слепоци
Слепоците (Anguidae), също дървесни алигаторови гущери, са семейство гущери. В България се срещат два вида - слепок (Anguis fragilis) и змиегущер (Ophisaurus apodus).

## Родове
- Подсемейство Anguinae
  - Anguis – Същински слепоци
  - Ophisaurus – Змиегущери
  - Pseudopus
- Подсемейство Diploglossinae
  - Celestus
  - Diploglossus
  - Ophiodes
- Подсемейство Gerrhonotinae
  - Abronia
  - Barisia
  - Coloptychon
  - Elgaria
  - Gerrhonotus
  - Mesaspis